# تمثال إسرائيل بوتنام
تمثال إسرائيل بوتنام (بالإنجليزية: General Israel Putnam) هو تمثال ضخم ومعلم تذكاري في مدينة هارتفورد في مقاطعة كونيتيكت بالولايات المتحدة. يقع التمثال في حديقة بوشنيل بالمدينة، وقد صممه النحات جون كوينسي آدامز وارد تكريماً لإسرائيل بوتنام، الضابط العسكري في الجيش القاري خلال الحرب الثورية الأمريكية. تم دفع ثمن التمثال إلى حدٍ كبير من خلال تبرّع القاضي جوزيف ألين وكُرّس في احتفال كبير في عام 1874. كان من أوائل التماثيل التي تم نصبها في الحديقة، التي تضم في الوقت الحاضر العديد من المعالم الأخرى لسُكان ولاية كونيتيكت المشهورين. من وجهة نظر فنية، تلقى التمثال آراء متباينة من النقاد.

## التاريخ
كان إسرائيل بوتنام ضابطاً عسكرياً خدم برُتبة لواء في الجيش القاري خلال الحرب الثورية الأمريكية. ولد في سالم، ماساتشوستس عام 1718، وانتقل إلى ولاية كونيتيكت عام 1739 وتوفي هناك عام 1790، بعد أن أصبح بطلاً شعبيًا في الولاية.
في عام 1869، توفي جوزيف ألين، وهو قاضٍ من هارتفورد عاصمة ولاية كونيتيكت. في وصيته خصص 5,000 دولار أمريكي لوالده ورجلين آخرين لأغراض إقامة نصب تذكاري على شرف بوتنام في حديقة بوشنيل في هارتفورد. أضاف والده 5,000 دولار إضافية من ماله الخاص، وفي عام 1872 أو 1873، اختار الأمناء تكليف النحات جون كوينسي آدامز وارد بتصميم تمثال لبوتنام. وسيكون التمثال الأول من بين ستة منحوتات حربية ثورية كان وارد يصنعها خلال حياته. صمم آر إم هانت من مدينة نيويورك قاعدة مٌصاحِبة للتمثال، والتي كلفت حوالي 2,000 دولار ودفعت من قبل حكومة مدينة هارتفورد. في النهاية، كلف النصب ما لا يقل عن 14,000 دولار. أكمل وارد التمثال عام 1873 بينما كان يعمل أيضًا على بعض المنحوتات لمبنى الكابيتول بولاية كونيكتيت، الواقع بالقرب من حديقة بوشن. تم إجراء الصب بواسطة مسبك روبرت وود آند كومباني في فيلادلفا.
تم تكريس النصب التذكاري في 17 يونيو 1874، في حفل كبير أقيم في الحديقة. تم التكريس في ذكرى معركة بانكر هيل (معركة حرب ثورية شارك فيها بوتنام قبل ما يقرب من 100 عام) وحدث خلال موجة بناء النصب التذكارية في الولايات المتحدة التي كرّمت كل من الحرب الأهلية والثورية. سيكون هذا التمثال من أوائل التماثيل الذي تم تشييدها في المُنتزه، بعد عدّة سنوات من إقامة أول تمثال في الحديقة، وهو تمثال للمطران توماس تشرش براونيل، في عام 1869.
في عام 1993، تم مسح النصب التذكاري كجزء من مشروع حفظ المنحوتات (!Save Outdoor Sculpture).

## التصميم

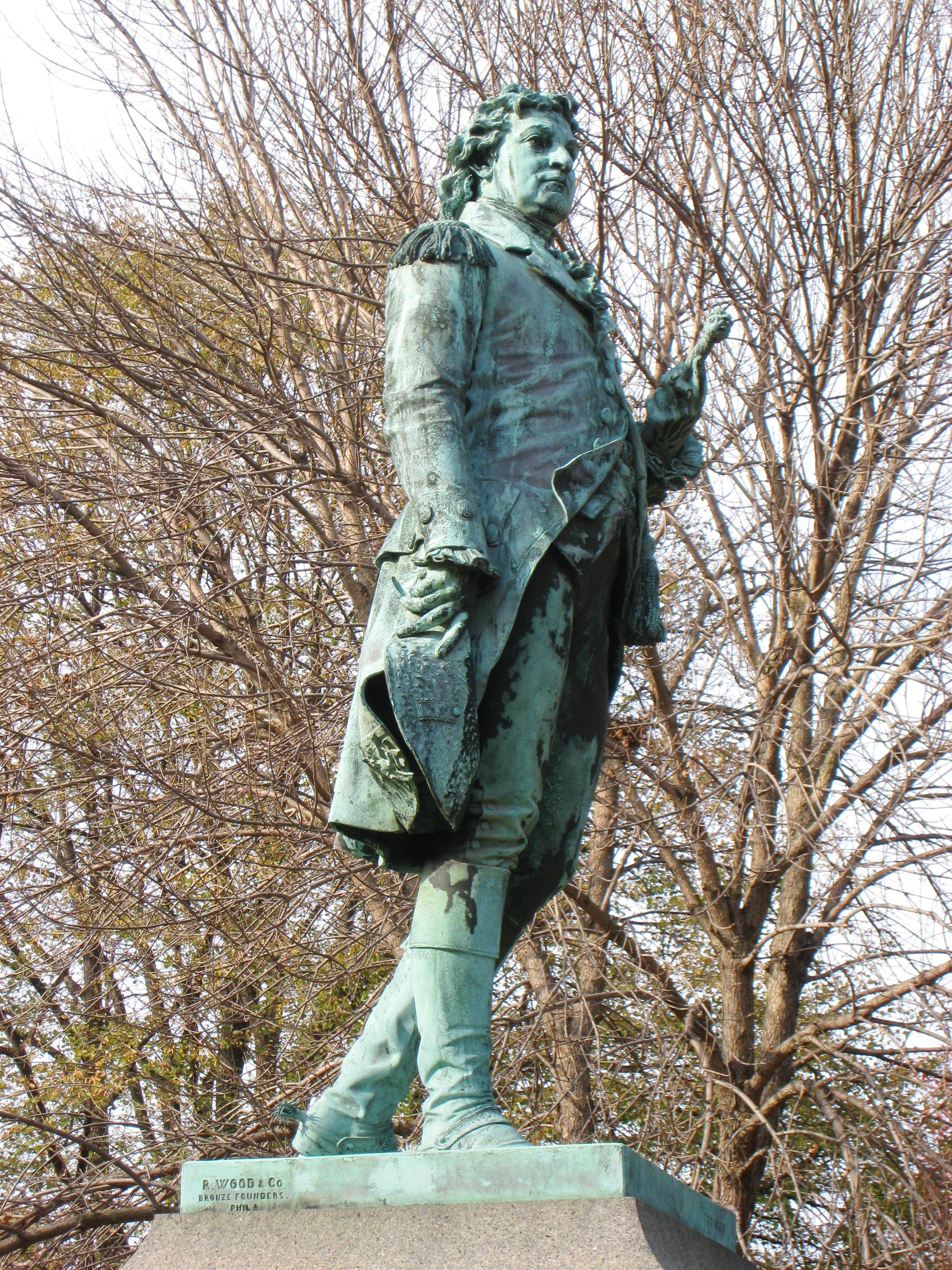
عرض جانبي للنحت

يتكون النصب التذكاري من تمثال برونزي لبوتنام، يقف على طول 7 قدم (2.1 م)، فوق قاعدة من الجرانيت تقف بطول 10 قدم (3.0 م).  المنحوتة لها أبعاد جانبية 2.5 قدم (0.76 م) بمقدار 1.5 قدم (0.46 م) ، في حين أن القياسات الجانبية للقاعدة المُستطيلة 5 قدم (1.5 م) بمقدار 4 قدم (1.2 م). يرتدي بوتنام زيه العسكري من الحرب الثورية، بِما في ذلك مِعطف مُزخرف وربطة عُنق، وقد تم تصويره في مُنتصف الطريق.  وهو يحمل سيفًا إلى جانبه بيدهِ اليُسرى، بينما تُمسك يده اليُمنى المُريحة على شكل ثلاثي. وفقًا لمقال نُشر عام 1874 في The Aldine ، قام وارد بتصميم وجه بوتنام من صورة حبر تعود لأحفاده وصورة رسمها جون ترمبل. قاعدة التمثال تحمل علامات المُصمم والمُسبك (JQA WARD / 1873 / R. WOOD & CO / BRONZE FOUNDERS. / PHILA.)، بينما تُقرأ مُقدّمة قاعدة التمثال "ISRAEL PUTNAM" والجزء الخلفي يحملُ النقش "PRESENTED / BY THE HONORABLE / JOSEPH PRATT ALLYN / MDCCCLXXIII".

### التحليلات
كانت المُراجعات المُعاصرة للتمثال مُختلطة بشكلاً عام. ذكرت مقالة كتبها تي إتش بارتليت عام 1888 في «المعماري الأمريكي والبناء الجديد» أن الجمهور أُصيب بخيبة أمل في تصوير وارد لبوتنام، قائلاً: «الفنانون، وكذلك الجمهور، انتقدوا، بشكلاً عادل، موقف وشخصية التمثال.»  ومع ذلك، هناك مقال بقلم أماندا فلاتري عام 1903 في مجلة «باي فيو» يسرد التمثال من بين عدّة أمثلة أخرى لـ «عبقرية» وارد، بما في ذلك تمثال الفروسية لجورج هنري توماس وتمثال جورج واشنطن. مؤسسة بوشنل بارك، التي تُشرف على الحديقة وتدير التمثال، لاحظت أن «عرض وارد لبوتنام وهو يخطو خطوة إلى الأمام، فهو لم يعد شخصية ثابتة بل هو تصوير صريح لِلحظة عابرة بينما يتقدم الجنرال»، مما يُضفي«طابعًا طبيعيًا وتلقائيًا أكثر ويزيد من واقعية تمثاله». وشرعوا في مُلاحظة أن النصب هو «خروج جذري عن عمله في فترة ما بعد الحرب الأهلية، فإن هذا التمثال يُمثل بُعدًا جديدًا ومهمًا في عمله».